# SV Borussia Hannover
SV Borussia Hannover is een Duitse sportclub uit Hannover, meer bepaald in het stadsdeel Vahrenwald-List. De club is actief in onder andere voetbal, gymnastiek en tennis. Borussia ontstond in 1945-1946 na een fusie van Männerturnverein Vahrenwald von 1895, Sportverein Borussia von 1911 en Sportverein Union. In 1949 kregen ze een vast speelterrein.
In 1957 ging de tennisafdeling van start, en in 1971 het damesgymnastiek.